# Michalin (przystanek kolejowy)
Michalin – przystanek osobowy Polskich Kolei Państwowych położony na terenie Józefowa, w dzielnicy Michalin, przy ul. Piłsudskiego. Według klasyfikacji PKP ma kategorię dworca aglomeracyjnego.

## Ruch pasażerski
źródło: Urząd Transportu Kolejowego
| Rok  | Wymiana pasażerska na dobę |
| ---- | -------------------------- |
| 2017 | 1800                       |
| 2018 | 1500                       |
| 2019 | 1800                       |
| 2020 | 700-1000                   |
| 2021 | 1000                       |
| 2022 | 1400                       |
| 2023 | 1100                       |

## Opis
Ze stacji Michalin można dojechać m.in. do: śródmieścia stolicy, Otwocka, Pilawy i Skierniewic.
| Przewoźnik | Linia | Trasa |
| ---------- | ----- | --- |
| SKM        | S1    | Otwock – Michalin – Warszawa Falenica – Warszawa Wawer – Warszawa Wschodnia – Warszawa Śródmieście – Warszawa Zachodnia – Warszawa Ursus – Pruszków    |
| KM         | R7    | Warszawa Zachodnia – Warszawa Śródmieście – Warszawa Wschodnia – Warszawa Wawer – Warszawa Falenica – Michalin – Otwock – Celestynów – Pilawa – Dęblin |

Na początku 2010 roku PKP poinformowała o planach zburzenia większości wiat przystankowych na linii Warszawa – Otwock w tym PKP Michalin. W wyniku protestów mieszkańców i podjęcia kroków w celu wpisania przystanków do rejestru zabytków PKP zrezygnowało z tych planów tłumacząc się brakiem pieniędzy. W wyniku podjętych działań wiata peronowa i poczekalnia wraz z podobnymi obiektami znajdującymi się na przystankach tzw. linii otwockiej zostały wpisane do rejestru zabytków.